# フェオドシヤ・ムスチスラヴナ
フェオドシヤ（ロスチスラヴァ）・ムスチスラヴナ（ロシア語: Феодосия(Ростислава) Мстиславна, 1200/5年頃 - 1241年5月4日/1244年5月5日）は、ガーリチ公ムスチスラフの娘である。

## 生涯
1214年、フェオドシヤはウラジーミル大公ヤロスラフの二番目の妻となった。諸説あるが、ヤロスラフの男子のうち7人から9人、さらに女子2人はフェオドシヤの子と考えられている。これらの子の中には後のウラジーミル大公アレクサンドル（アレクサンドル・ネフスキー）も含まれている。
没地はノヴゴロドであり、エヴフロシニヤ（エフロシニヤ）という修道名が記されている。その没年については1244年5月5日とするものと、1241年の5月4日とする史料がある。埋葬地もまた、ノヴゴロドの修道院とするものと、ウラジーミルの教会とするものとがある。